# Spanglish
Het Spanglish is een mengtaal tussen het Engels en Spaans, gesproken onder de Spaanstalige bevolking van de Verenigde Staten (hispanics).
Het Spanglish wordt vooral in het grensgebied met Mexico gesproken (onder andere) in Californië, Arizona, New Mexico en Texas, maar ook aan de oostkust zoals in Florida en in de stad New York). In het Spaans wordt de taal vaak Espanglish genoemd. 

## Voorbeelden
Voorbeelden van het Spanglish zijn: 
- llamar para atrás - uit het Engels call back (bel terug) i.p.v. devolver la llamada
- te veo -  see you (soon) als (tot gauw) i.p.v. hasta pronto of hasta luego
- no hace sentido -  it does not make sense (het is niet logisch) i.p.v. no tiene sentido
- me voy a la marqueta -  I am going to the market (ik ga naar de markt) i.p.v. me voy al mercado
- quiero un jamburguer -  I would like to have a hamburger (Ik wil graag een hamburger) i.p.v. quiero una hamburguesa
- drinquear - to drink (drinken) i.p.v. beber
- priti -  pretty (knap, mooi) i.p.v. guapa